# Dipterocarpus mundus
Dipterocarpus mundus (лат.) — вид вечнозелёных тропических деревьев из рода Диптерокарпус семейства Диптерокарповые. Распространён только на острове Калимантан. Встречается небольшими разрозненными группами, произрастает в горных тропических лесах на высоте более 500 метров над уровнем моря.
Впервые был научно описан Слоотеном в 1940 году.